# 14953 Бевілакка
14953 Бевілакка (14953 Bevilacqua) — астероїд головного поясу, відкритий 13 лютого 1996 року.
Тіссеранів параметр щодо Юпітера — 3,567.